# روبرت أكاروي
روبرت أكاروي (بالإنجليزية: Robert Akaruye)‏ (28 مارس 1981) لاعب كرة قدم نيجيري معتزل كان يجيد اللعب في مركز المهاجم.